# الهادي حبوبة
الهادي حبوبة فنان شعبي تونسي كانت له الريادة في تقديم فن المزود وإرساء دعائمه في البلاد. بدأ الهادي حبوبة مسيرته الفنية كطبال مع الثنائي زينة وعزيزة، إلا أن ما يمتلكه من قدرات صوتية لأداء الفن الشعبي مع مهارته في الرقص شجّعه على إصدار أول شريط خاص به سنة 1967 في فرنسا كان عبارة على تجميع أغاني تراثية تونسية. ارتبط اسم الهادي حبوبة بأول وأنجح أغانيه التي سجّلها «بجاه الله يا حب اسمعني» حيث أطلقته في سماء الأغنية الشعبية. وانتشرت في تونس كما لدى مكمنلمامبا
المغاربية في أوروبا.
لم يعد الهادي حبوبة بعد نجاح أولى أغانيه يقتصر على أغاني التراث بل انطلق في تسجيل أغانيه الخاصة متعاملا مع بعض الشعراء مثل الشاعر الشعبي الخويني وغيره من الشعراء الشبان مساهما في تطوير الأغنية الشعبية، حيث اعتمد اللهجة المحلية والمواضيع التي تمزج بين الحزن والشوق والمأساة على غرار «يا لميمة»، «ليلة والمزود خدّام»، «عويشة»، «راني مُضام»، «ناري على الزينة»، وغيرها… عانى الهادي حبوبة الكثير جراء منع فن المزود من البث عبر الإذاعة والتلفزة الوطنية إذ كان فن المزود يُعتبر من الفن المبتذل الرديء، فاقتصر تقديمه في حفلات الأعراس والسهرات الخاصة إلا أنّ إصرار الهادي حبوبة وثلة من الفنانين الشعبيين على مواصلة المسيرة إضافة إلى ما كان يجده فن المزود من تجاوب وطلب جماهيري كان كفيلا بأن يفرض نفسه في الساحة الغنائية.
شارك الهادي حبوبة سنة 2001 في عرض النوبة للفاضل الجزيري وسمير العقربي في إطار حفل افتتاح الألعاب المتوسطية التي أقيمت في تونس وكانت له جولات عبر مختلف أقطار العالم زار خلالها أكثر من مائة دولة حيث غنى في أعرق المسارح وأكبرها ولا تزال ذاكرة مسرح قرطاج تحتفظ له بنجاح حفله سنة 2004. قام الفنان حسين الجسمي بتقديم أغنية الهادي حبوبة «وكدللي» وتسجيلها في أحد ألبوماته على أساس أنها من تراث المغرب العربي فدبّ خلاف بينهما تناقلته الصحف الفنية العربية، إلا أن اتصال حبوبة ومدير أعماله به كان كفيلا بتقديم حسين الجسمي لاعتذاره وتطويق الخلاف وقد ساهم بذلك في التعريف بالهادي حبوبة في منطقة الخليج العربي.

## أعماله
- غناء الموسيقى الافتتاحية، نسيبتي العزيزة 3، رمضان 2013، قناة نسمة

## وصلات خارجية
- الهادي حبوبة على موقع ميوزك برينز (الإنجليزية)
- اكدللي على يوتيوب
- ياببح على يوتيوب